# 황매화족
황매화족(학명: Kerrieae)은 장미목 장미과 벚나무아과에 속하는 관목류의 총칭이다.

## 하위 속
황매화족은 다음 4속을 포함한다.
- 흑필목속(Coleogyne Torr.)
- 황매화속(Kerria DC.)
- 설당속(Neviusia A.Gray)
- 병아리꽃나무속(Rhodotypos Siebold & Zucc.)